# Південна Суматра
Південна Суматра (індонез. Sumatera Selatan), скорочено Сумсел (індонез. Sumsel) — провінція на південній частині Суматри, межує з провінціями Лампунг на півдні, Бенгкулу на заході, Джамбі на півночі, протока Банка відділяє від Південної Суматри провінцію Банка-Белітунг.
Площа провінції 91 592 км², населення 7 450 394 осіб (2010). Палембанг — столиця та найбільше місто провінції.

## Історія
В китайських літописах згадується королівство Кантолі (початок VI ст.) із столицею в Палембанзі. В останній чверті VII ст. цей регіон став ядром імперії Шривіджая. Після поразки короля Парамешвари у 1377 р. територія провінції перейшла під владу імперії Маджапагіт зі східної Яви. Влада Маджапагіту протрималась до початку XVI ст. Йому на зміну прийшли мусульманські держави, серед яких був султанат Палембанг, заснований близько 1500 р.
На початку XIX ст. Палембанг змушений був протистояти спробам голландців та британців встановити колоніальне панування в Південній Суматрі. Влада Нідерландів була остаточно встановлена тут у 1823 р. Протягом Другої світової війни провінція перебувала під японською окупацією (1942—1945). Південна Суматра стала частиною Республіки Індонезія в 1950 р. 1967 року на західному узбережжі Південної Суматри була утворена окрема провінція Бенгкулу, а 2000 року відокремилися східні острови Південної Суматри, утворивши ще одну нову провінцію Банка-Белітунг.

## Географія
Південна частина гір Барісан простягається вздовж західного кордону Південної Суматри. Тут є вулкани з середньою висотою близько 2 400 м; серед них гори Демпо (3173 м) та Ресаґ (2232  м). Гори поступово переходять в широкі рівнини, що відділяються в морського узбережжя поясом боліт шириною близько 240 км. Повільні та повноводні річки, головними серед яких є Мусі, Комерінг та Оґан, несуть розмиті гірські породи із заходу. Центральні низини значною мірою вкриті болотяними лісами. Уздовж морського узбережжя розташовані мангрові болота. Гори вкриті лісом з дубів, лаврів, папоротей та хвойних дерев і тику.

## Адміністративний поділ

Мапа провінції Південна Суматра

До складу провінції входять 11 округів та 4 муніципалітети (міста):
| Назва                                                                | Площа, км² | Населення, осіб (2010, перепис) | Адміністративний центр                    |
| -------------------------------------------------------------------- | ---------- | ------------------------------- | ----------------------------------------- |
| Верхній Оґан-Комерінг (індонез. Ogan Komering Ulu)                   | 4 797,06   | 324 045                         | Батураджа (індонез. Baturaja)             |
| Нижній Оґан-Комерінг (індонез. Ogan Komering Ilir)                   | 18 359,04  | 727 376                         | Каюаґунг (індонез. Kota Kayu Agung)       |
| Муара-Енім (індонез. Muara Enim)                                     | 9 223,90   | 716 676                         | Муара-Енім (індонез. Muara Enim)          |
| Лагат (індонез. Lahat)                                               | 5 311,74   | 369 974                         | Лагат (індонез. Lahat)                    |
| Мусі-Равас (індонез. Musi Rawas)                                     | 12 358,65  | 525 508                         | Муарабеліті (індонез. Muara Beliti Baru)  |
| Мусі-Баньюасін (індонез. Musi Banyuasin)                             | 14 266,26  | 561 458                         | Секаю (індонез. Sekayu)                   |
| Баньюасін (індонез. Banyu Asin)                                      | 11 832,99  | 750 110                         | Пангкаланбалай (індонез. Pangkalan Balai) |
| Південний Верхній Оґан-Комерінг (індонез. Ogan Komering Ulu Selatan) | 5 493,94   | 318 428                         | Муарадуа (індонез. Muaradua)              |
| Східний Верхній Оґан-Комерінг (індонез. Ogan Komering Ulu Timur)     | 3 370,00   | 609 982                         | Мартапура (індонез. Martapura)            |
| Нижній Оґан (індонез. Ogan Ilir)                                     | 2 666,09   | 380 904                         | Індралая (індонез. Indralaya)             |
| Емпат-Лаванг (індонез. Empat Lawang)                                 | 2 256,44   | 221 176                         | Тебінгтінґі (індонез. Tebing Tinggi)      |
| місто Палембанг (індонез. Kota Palembang)                            | 369,22     | 1 455 284                       |                                           |
| місто Прабумуліх (індонез. Kota Prabumulih)                          | 251,94     | 161 984                         |                                           |
| місто Паґаралам (індонез. Kota Pagar Alam)                           | 633,66     | 126 181                         |                                           |
| місто Лубуклінґау (індонез. Kota Lubuklinggau)                       | 401,50     | 201 308                         |                                           |
| Провінція Південна Суматра                                           | 91 592,43  | 7 450 394                       | Палембанг (індонез. Kota Palembang)       |

## Економіка
Сільське господарство є основою економіки провінції. Тут вирощують каучукові дерева, будівельний ліс, ротанг, тютюн, олійну й кокосову пальми, рис, каву, чай, спеції, перець, кукурудзу тощо. Також зростає обсяг вирощування овочів та фруктів.
Промисловість виготовляє харчові продукти, напої, тютюнові вироби, тканини, меблі, папір, хімікати, добрива, гумові вироби. Є підприємства галузі металообробки й машинобудування, які випускають електричне та транспортне обладнання. Нафтопереробні заводи розташовані в околицях Палембангу.
Автомобільні дороги та залізниці розташовані головним чином на центральних низинах та біля підніжжя гір. Вони з'єднують головні міста провінції. У Палембанзі є міжнародний аеропорт.

## Населення
Населення Південної Суматри складається з двох основних груп: корінних народів та мігрантів з інших районів Індонезії. Серед корінних народів більшість становлять палембанги (мусі-малайці), місцева обласна група малайців Індонезії. На південному заході провінції живуть середньосуматранські малайці: пасемахи, оґани, лембаки та ін. Вздовж кордону з провінцією Лампунг розселені комерінги. Серед мігрантів відчутно переважають яванці.
Офіційна статистика не дає чіткого поділу населення на етнічні групи. Так, за даними переписів населення 2000 і 2010 років, етнічний склад населення Південної Суматри був таким:
| Народи                   | Чисельність (2000) | Доля в населенні (2000) | Чисельність (2010) | Доля в населенні (2010) |
| ------------------------ | ------------------ | ----------------------- | ------------------ | ----------------------- |
| Народи Південної Суматри | н/д                | н/д                     | 4 120 408          | 55,43 %                 |
| Малайці                  | 2 142 523          | 31,25 %                 | 602 741            | 8,11 %                  |
| Комерінги                | 389 467            | 5,68 %                  | н/д                | н/д                     |
| Мусі-баньюасін           | 213 918            | 3,12 %                  | н/д                | н/д                     |
| Інші народи Суматри      | н/д                | н/д                     | 104 386            | 1,40 %                  |
| Народи Лампунгу          | н/д                | н/д                     | 44 983             | 0,61 %                  |
| Яванці                   | 1 851 589          | 27,01 %                 | 2 037 715          | 27,41 %                 |
| Сунданці                 | 168 278            | 2,45 %                  | 162 877            | 2,19 %                  |
| Китайці                  | н/д                | н/д                     | 72 575             | 0,98 %                  |
| Мінангкабау              | 64 215             | 0,94 %                  | 64 403             | 0,87 %                  |
| Батаки                   | н/д                | н/д                     | 45 709             | 0,61 %                  |
| Буги                     | 26 785             | 0,39 %                  | 42 977             | 0,58 %                  |
| Балійці                  | н/д                | н/д                     | 38 552             | 0,52 %                  |
| Інші                     | 1 999 483          | 29,16 %                 | 96 716             | 1,30 %                  |
| Всього                   | 6 856 258          | 100,00 %                | 7 434 042          | 100,00 %                |

За даними перепису населення 2010 року, в провінції Південна Суматра проживало 7 218 951 мусульманин (96,9 % населення), 114 671 християнин (1,5 % населення), 59 655 буддистів (0,8 % населення), 39 206 індуїстів (0,5 % населення).